# 23丁目駅 (IND6番街線)
23丁目駅（23ちょうめえき、英: 23rd Street）はニューヨーク市地下鉄IND6番街線の駅である。マンハッタン区チェルシーの6番街と西23丁目の交差点に位置し、F系統が終日、M系統が平日23時まで停車する。なお、当駅はIND6番街線内で急行の停車しない2駅の内の1駅である（もう1駅は南隣の14丁目駅）。

## 駅構造
| G                             | 地上階                       | 出入口 |
| B1 6番街線/パストレインホーム | 西改札階                     | 改札口、メトロカード自動券売機 |
| B1 6番街線/パストレインホーム | 相対式ホーム、右側ドアが開く | |
| B1 6番街線/パストレインホーム | 6番街線 南行緩行線           | ← コニー・アイランド-スティルウェル・アベニュー駅行き（14丁目駅） ← 平日：ミドル・ヴィレッジ-メトロポリタン・アベニュー駅行き（14丁目駅）         |
| B1 6番街線/パストレインホーム | 相対式ホーム、右側ドアが開く | |
| B1 6番街線/パストレインホーム | PATH南行線                   | ← HOB–33 ホーボーケン駅行き（14丁目駅） ← JSQ–33 ジャーナル・スクエア駅行き（14丁目駅） ← JSQ–33 (via HOB) ジャーナル・スクエア駅行き（14丁目駅） |
| B1 6番街線/パストレインホーム | PATH北行線                   | → HOB–33 33丁目駅行き（終点） → → JSQ–33 33丁目駅行き（終点） → → JSQ–33 (via HOB) 33丁目駅行き（終点） →                                         |
| B1 6番街線/パストレインホーム | 相対式ホーム、右側ドアが開く | |
| B1 6番街線/パストレインホーム | 6番街線 北行緩行線           | → ジャマイカ-179丁目駅行き（34丁目-ヘラルド・スクエア駅） → → 平日：フォレスト・ヒルズ-71番街駅行き（34丁目-ヘラルド・スクエア駅） →              |
| B1 6番街線/パストレインホーム | 相対式ホーム、右側ドアが開く | |
| B1 6番街線/パストレインホーム | 東改札口                     | 改札口、駅員詰所、メトロカード自動券売機 |
| B2                            | -                            | パストレイン改札口 |
| B3 下層階                     | 6番街線 南行急行線           | ← 通過 |
| B3 下層階                     | 6番街線 北行急行線           | → 通過 → |

駅は1940年12月15日にIND6番街線の西4丁目-ワシントン・スクエア駅 - 47丁目-50丁目-ロックフェラー・センター駅間の延伸開業とともに開業した。
駅は緩行線2線と相対式ホーム2面を有した2面2線の地下駅である。南北ホーム間を結ぶ連絡通路などは存在しないため改札内での南北ホームの行き来は不可能である。パストレインの駅は6番街線の駅より40年以上前に完成しており、6番街線はパストレインの駅の両側を挟む形で建設されている。ただし、パストレインと6番街線の間には壁があるため双方のホームからもう一方のホームを視認することは不可能である。また、6番街線急行線はパストレインの真下を通る形で当駅を通過している。
2015–2019 MTAキャピタルプランにおいてこの駅は他のニューヨーク市地下鉄の30駅とともに改装が行われた。改装のため2018年7月23日から同年11月29日まで休止となりWi-Fiや携帯電話充電場所の設置、案内看板や照明の更新などが行われた。

ウィリアム・ウェグマンのワイマラナー犬の11枚のガラスタイルモザイク壁画「ステーショナリー・フィギュア」(2018年)
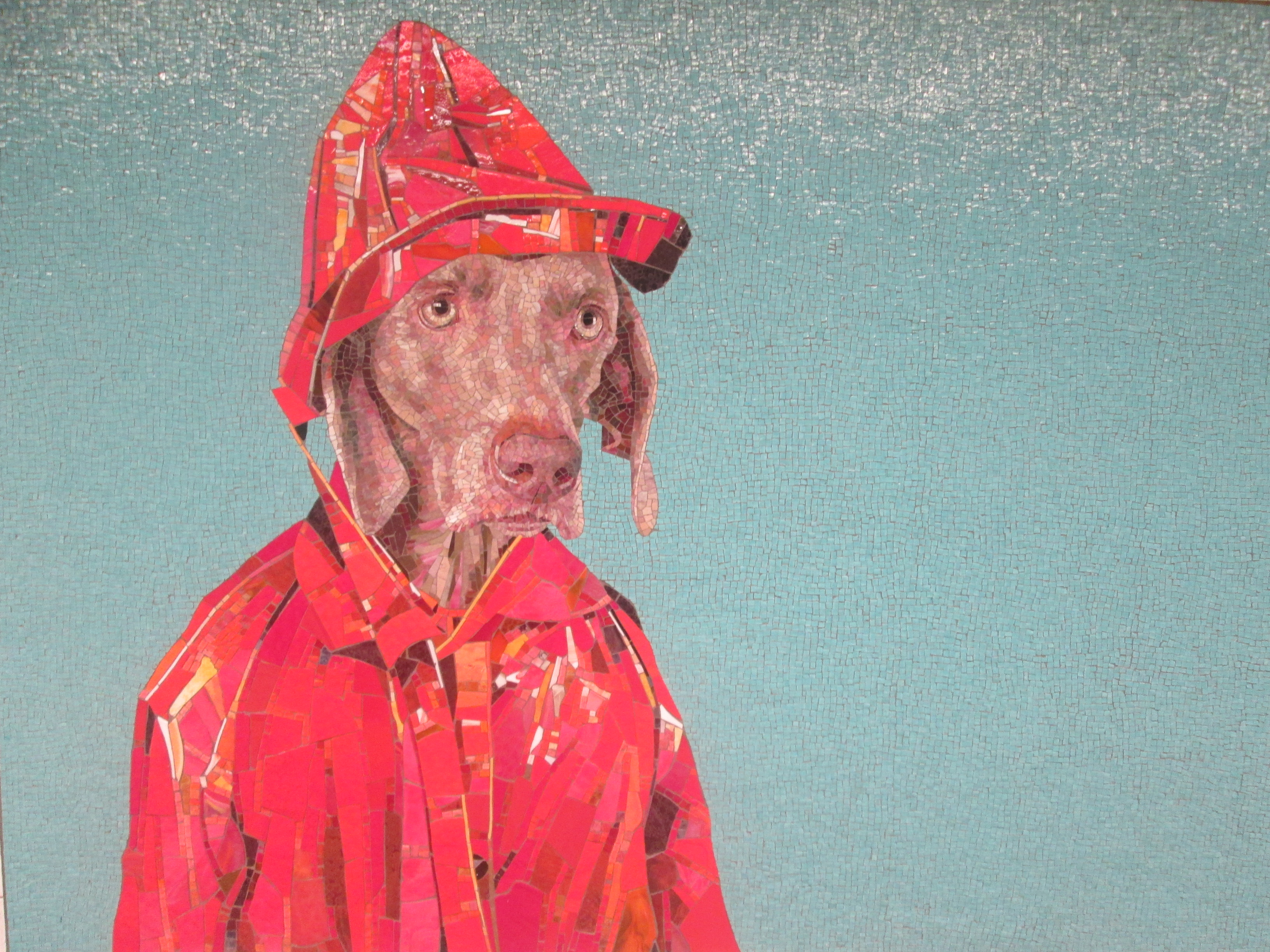
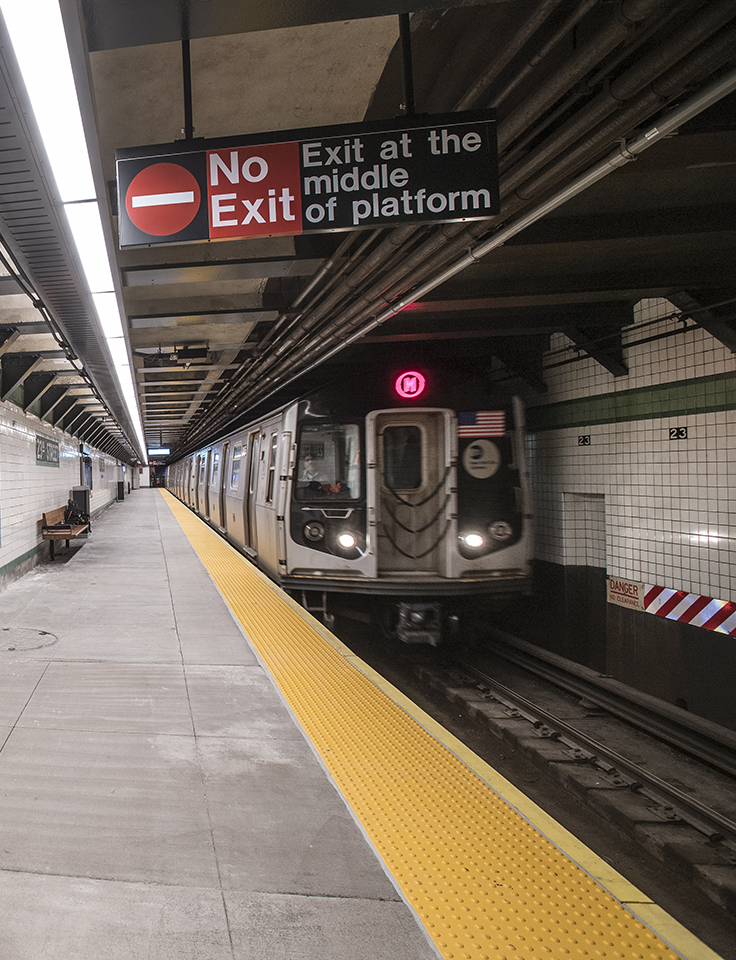

- ウィリアム・ウェグマン（英語版）のワイマラナー犬の11枚のガラスタイルモザイク壁画「ステーショナリー・フィギュア」(2018年)

### 出口
- 南東角の入口（2017年）
- 北東角の入口（2017年）
- 北東角の入口（2018年改装後）

駅はホームごとに改札口が独立しており、6番街と西23丁目の交差点の東側からは北行ホームに、同交差点西側からは南行ホームに接続している。このほか、パストレインの23丁目駅とも繋がっており、北行ホームからはパストレイン北行ホームに、南行ホームからはパストレイン南行ホームへと連絡することが可能である。
- 階段2つ、6番街と西23丁目の交差点北東、北行ホーム接続[8]。
- 階段2つ、6番街と西23丁目の交差点北西、南行ホーム接続[8]。
- 階段2つ、6番街と西23丁目の交差点南東、北行ホーム接続[8]。
- 階段2つ、6番街と西23丁目の交差点南西、南行ホーム接続[8]。